# Virtus Pallacanestro Bologna 1996-1997

## Roster
| Kinder Bologna 1996/1997 | Kinder Bologna 1996/1997 |
| Giocatori                | Staff tecnico            |
| ------------------------ | ------------------------ |

| N. | Naz.                                  | Ruolo | Nome                | Anno | Alt.   | Peso |  |
| -- | ------------------------------------- | ----- | ------------------- | ---- | ------ | ---- |  |
| 5  | Croazia (bandiera)                    | A     | Arijan Komazec      | 1970 | 200 cm |      |  |
| 6  | Italia (bandiera)                     | AC    | Walter Magnifico    | 1961 | 209 cm |      |  |
| 7  | Italia (bandiera)                     | G     | Alessandro Abbio    | 1971 | 193 cm |      |  |
| 8  | Serbia (bandiera) · Grecia (bandiera) | G     | Branislav Prelević  | 1966 | 196 cm |      |  |
| 9  | Spagna (bandiera)                     | P     | José Luis Galilea   | 1972 | 187 cm |      |  |
| 10 | Italia (bandiera)                     | AC    | Tullio De Piccoli   | 1964 | 202 cm |      |  |
| 11 | Italia (bandiera)                     | C     | Augusto Binelli (c) | 1964 | 211 cm |      |  |
| 12 | Serbia (bandiera)                     | AC    | Zoran Savić         | 1966 | 206 cm |      |  |
| 13 | Italia (bandiera)                     | A     | Riccardo Morandotti | 1965 | 200 cm |      |  |
| 14 | Italia (bandiera)                     | C     | Flavio Carera       | 1963 | 206 cm |      |  |
| 15 | Grecia (bandiera)                     | P     | Kōstas Patavoukas   | 1966 | 192 cm |      |  |
|    | Italia (bandiera)                     | P     | Enrico Ravaglia     | 1976 | 193 cm |      |  |
|    | Italia (bandiera)                     | P     | Matteo Bertolazzi   | 1979 | 181 cm |      |  |

| Allenatore                                       |
| - Alberto Bucci - dall'8 marzo Lino Frattin      |
| Assistente/i                                     |
| - Roberto Nadalini Legenda - (C) Capitano Roster |

| Giocatori acquisiti a stagione in corso | Giocatori acquisiti a stagione in corso | Giocatori acquisiti a stagione in corso |
| Giocatore                               | il                                      | Da                                      |
| --------------------------------------- | --------------------------------------- | --------------------------------------- |
| José Luis Galilea                       | 7 dicembre                              | Barcellona                              |
| Enrico Ravaglia                         | 25 gennaio                              | Cagiva Varese                           |

| Giocatori ceduti a stagione in corso | Giocatori ceduti a stagione in corso | Giocatori ceduti a stagione in corso |
| Giocatore                            | il                                   | A                                    |
| ------------------------------------ | ------------------------------------ | ------------------------------------ |
| Riccardo Morandotti                  | 12 ottobre                           | Cagiva Varese                        |
| Tullio De Piccoli                    | 16 novembre                          | Snai Montecatini                     |

## Risultati
- Serie A1:
  - stagione regolare: 3ª classificata su 14 squadre (17-9)
  - playoff: semifinalista (3-5)
- Coppa Italia:  vincente (2-0)
- Eurolega: eliminata agli ottavi di finale (1-1)